# Rüdiger Sagel

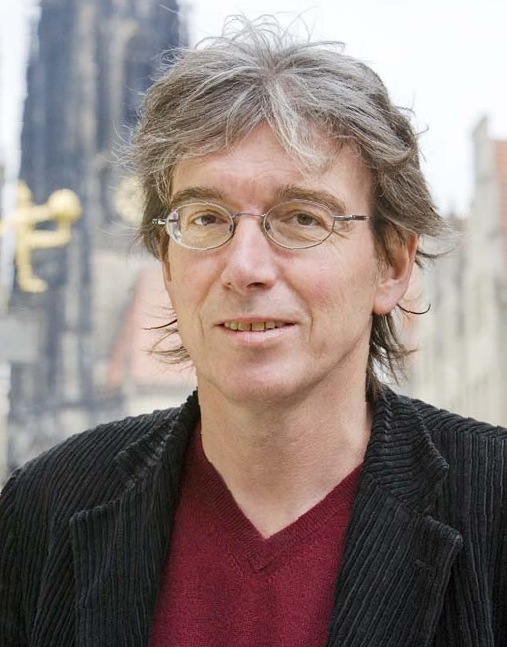
Rüdiger Sagel (2007)

Rüdiger Sagel (* 9. August 1955 in Lünen) ist ein deutscher Politiker. Von 1990 bis 1994 war er geschäftsführender Vorstand der Grünen in Münster, ab 1994 bis 1999 war er im Rat der Stadt Münster, 1998 bis 2012 war er, bis Juni 2007 als Mitglied von Bündnis 90/Die Grünen, Abgeordneter im Landtag Nordrhein-Westfalen. 2007 zu Die Linke gewechselt, war er nach dem verfehlten Einzug der Partei in den Landtag von Juni 2012 bis Juni 2014 neben Gunhild Böth Landessprecher der Linken in Nordrhein-Westfalen. Von 2014 bis zu seinem Parteiaustritt 2019 war Sagel Vorsitzender der vierköpfigen Ratsfraktion in Münster. Seit 2022 ist Sagel im Landesvorstand der NaturFreunde NRW.

## Leben
Nach der Schulzeit, die Rüdiger Sagel in den Jahren 1968 bis 1970 in der deutschen Schule in Rourkela im indischen Bundesstaat Orissa (heute Odisha) verbrachte, machte Sagel 1975 in Lünen sein Abitur und studierte nach einjährigem Berufspraktikum Bergbau zunächst von 1976 bis 1977 an der TU Clausthal und ab 1977 an der RWTH Aachen. 1983 schloss er das Studium als Diplom-Ingenieur ab.
In den folgenden zwei Jahren war er Geschäftsführer der Bürgerinitiative Hambach-Gruppe in Aachen, die sich gegen den Braunkohletagebau Hambach am Hambacher Forst engagierte. Bis 1987 arbeitete Sagel bei der Deutsche Projekt Union in Essen. 1988 verbrachte Sagel in Nicaragua, wo er im Rahmen der Alphabetisierungskampagne in Rama und bei der Restaurierung des Kulturprojektes Casa de los tres mundos in Granada Projektarbeit leistete. Anschließend bereiste er mehrere mittel- und südamerikanische Staaten, insbesondere das Amazonasgebiet in Brasilien.
Nach seiner Rückkehr nach Deutschland war Sagel Projektleiter der Arbeitsgemeinschaft Betriebssozialarbeit in Münster und von 1995 bis 1998 Mitarbeiter im Regionalbüro Münsterland der Bundestagsfraktion von Bündnis 90/Die Grünen.

## Politik
Seit Gründung der Partei Die Grünen 1980 unterstützte er die politische Arbeit der Partei. 1980 engagierte er sich im Bundestagswahlkampf für den damaligen NRW-Spitzenkandidaten Joseph Beuys. Nach dem Einzug der Grünen in den Bundestag 1983 erarbeitete er im Auftrag der Fraktion eine Studie gegen den Braunkohleabbau und für eine Energiewende in Deutschland. Nach seiner Rückkehr aus Mittel- und Südamerika (1987–1989) trat er 1989 den Grünen bei. In den folgenden zwei Jahren war er Vorstandsmitglied von GAL/GRÜNE im Stadtverband Münster, bis 1994 im Kreisverband Münster. Ab 1993 war Sagel außerdem Mitglied im Landesparteirat von Bündnis 90/Die Grünen. Zwischen 1994 und 1999 war er Mitglied im Rat der Stadt Münster. Seit 2003 war er außerdem Mitglied im Länderrat der Grünen, scheiterte aber 2006 mit seiner Kandidatur für den Parteirat. Ab 1998 saß Sagel im Landtag Nordrhein-Westfalen, war dort haushalts- und finanzpolitischer Sprecher der Grünen Landtagsfraktion.
Am 15. Juni 2007 trat Sagel aus der Landtagsfraktion von Bündnis 90/Die Grünen aus, gehörte aber dem Landtag weiterhin als fraktionsloses Mitglied an. Gleichzeitig erklärte er den Austritt aus der Partei Bündnis 90/Die Grünen. Am 16. Juni 2007 besuchte er als Gast den Parteitag der Partei Die Linke in Berlin. Am 23. Oktober 2007 gab er bekannt, der Partei Die Linke beigetreten zu sein. Bei den Bundestagswahlen 2009 kandidierte Sagel im Bundestagswahlkreis Hochsauerlandkreis und erreichte dort für Die Linke 6,2 %. Bei der Landtagswahl in Nordrhein-Westfalen 2010 kandidierte er für das Direktmandat im Wahlkreis Münster I. Über die Landesliste der Partei Die Linke zog er in den Landtag ein. Auf der konstituierenden Sitzung seiner Landtagsfraktion am 11. Mai 2010 wurden Sagel und Carolin Butterwegge zu stellvertretenden Vorsitzenden gewählt.  Bei der Landtagswahl in Nordrhein-Westfalen 2012 kandidierte er für das Direktmandat im Wahlkreis Münster II, nicht aber auf der Landesliste. Die Partei Die Linke verfehlte bei der Wahl den Wiedereinzug in den Landtag. Sagel selbst erzielte im Wahlkreis 2,3 Prozent der Stimmen und schied damit im Mai 2012 aus dem Landtag aus.
2009 gab Sagel eine geschichtswissenschaftliche Studie in Auftrag, in der die verdrängte Nazi-Vergangenheit von CDU und FDP-Abgeordneten in Nordrhein-Westfalen nach 1945 untersucht wurde. Sagel ist Mitglied von ver.di und der GGUA (Gemeinnützige Gesellschaft zur Unterstützung Asylsuchender e. V.).
Im November 2013 trat Sagel mit der Forderung an die Öffentlichkeit, den Martinstag in „Sonne-Mond-und-Sterne-Fest“ umzubenennen und die Geschichte des hl. Martin künftig in Kindertagesstätten nicht mehr in den Mittelpunkt zu stellen, da er sich für die strikte Trennung von Staat und Religion positionierte und die Feier des Martinstages in Kindertagesstätten als Widerspruch zur neutralen Erziehung von Kindern verstand. Der Vorschlag führte zu einer größeren Debatte in den Medien stieß aber unter anderem auf Ablehnung des Zentralrats der Muslime in Deutschland. Teile der Linke in Nordrhein-Westfalen distanzierten sich von der Forderung ihres Vorsitzenden.
Am 29. November 2019 erklärte Sagel seinen Austritt aus der Partei Die Linke und aus der Ratsfraktion. Er begründete dies damit, dass „zukunftsorientierte demokratische Politik“ nicht möglich sei und dass die Linke in Münster und in NRW eine „DDR-Programmatik“ verfolge.
Im April 2025 gab er seinen Eintritt in die Partei Volt bekannt.

## Veröffentlichungen
- Problemaufriss Braunkohle, hrsg. v. der Bundestagsfraktion Die Grünen, Bonn 1983/84.
- Verheizte Heimat, (Alano-Verlag) Aachen 1985.
- Alternatives Abfallwirtschaftskonzept für den Kreis Unna, hrsg. v. Die Grünen, Unna 1984.
- Problemaufriss Steinkohle, Die Grünen NRW, Düsseldorf 1984.
- Sozialverträglichkeit von Umsiedlung im Rheinischen Braunkohlerevier, hrsg. v. NRW-Umweltministerium, Düsseldorf 1987.
- 60 Jahre Landtag: Das vergessene braune Erbe, hrsg. von Rüdiger Sagel, Münster 2009.